# Protestantyzm na Żywiecczyźnie
Protestantyzm na Żywiecczyźnie – obecny jest na tym terenie od XVI wieku. W wyniku powodzenia działań kontrreformacji, nie stanowi on tutaj tak znaczącej roli, jak na sąsiednim Śląsku Cieszyńskim. Reprezentowany jest obecnie przez kościół ewangelicki, jak i zbory ewangelikalne.

## Reformacja
Właścicielem dóbr żywieckich był od 1556 r. Krzysztof Komorowski, który w młodości odbył podróż po Europie Zachodniej, gdzie zetknął się z ideami reformacyjnymi. W dokumencie z 1569 r. na temat władanej przez niego kasztelanii oświęcimskiej jest on określany jako protestant. Komorowski wspierał rozwój protestantyzmu wśród mieszczan żywieckich nieoficjalnie, chcąc uniknąć negatywnych opinii ze strony ludności rzymskokatolickiej. Około 1590 r. powrócił do kościoła katolickiego.
8 grudnia 1596 r. parafii katolickiej w Żywcu został nadany w Krakowie przywilej odpustowy jako nagroda za uwolnienie parafii z rąk heretyków.
Podczas wizytacji w grudniu 1598 r. odnotowano, że kościoły w Mikuszowicach i Wilkowicach pozostawały w rękach ewangelików, nabożeństwa sprawowali w nich raz w tygodniu księża z Bielska. Kościół w Łodygowicach był wtedy świątynią dla ludności wyznania kalwińskiego.
W pierwszych latach XVII wieku Żywiec zamieszkiwała ludność zarówno luterańska, jak i kalwińska, głównie pochodzenia niemieckiego.

## Kontrreformacja
Po przejęciu władzy przez syna Krzysztofa, Mikołaja Komorowskiego po 1598 r., nastąpiła akcja rekatolizacyjna, przerwana później przez konflikt starosty z proboszczami z Żywca.
Od 1607 r. ewangelickie nabożeństwa odbywały się przy kamieniu ołtarzowym „Do Wiary” w Ostrem, na którym wyryto krzyż, kielich oraz werset: Jam Jest Pan, Bóg Twój. Nie będziesz miał innych bogów obok mnie.
Podczas wizyty kanonicznej w 1617 r. odnotowano, że ludność protestancka zamieszkiwała w zwartych skupiskach wsie Mikuszowice, Wilkowice i Bystra. Kościoły dotychczas użytkowane przez ewangelików powróciły w ręce katolików. Pomimo tego, w kościele w Mikuszowicach odbywały się również nabożeństwa luterańskie.
W 1624 r. dobra żywieckie przeszły jako zastaw we władanie królowej Konstancji Habsburżanki, która podjęła się uporządkowania spraw wyznaniowych w regionie, co polegać miało na wzmocnieniu pozycji kościoła katolickiego. Wraz z mężem Zygmuntem III Wazą należeli do zwolenników kontrreformacji. W 1629 r. Konstancja otrzymała zgodę na regularne misje jezuitów na Żywiecczyźnie. Już w kwietniu tego roku jezuici z Krakowa działali w ziemiach łodygowickich, o znacznym odsetku ludności protestanckiej. Rekatolizacji przysłużył się również ks. Stanisław Bloch, proboszcz żywiecki od 1625 r.
Według spisu ludności przeprowadzonego w 1630 r., teren parafii w Łodygowicach zamieszkiwało 359 osób wyznania ewangelickiego, co stanowiło trzecią część jej ludności. W Wilkowicach protestanci stanowili ok. 80% mieszkańców.
Po śmierci Konstancji w 1631 r. i przejściu własności nad terenem na jej dzieci, 27 listopada 1639 r. pozyskały one przywilej założenia osady pod Żywcem, zamieszkałej przez ewangelickich osadników ze Śląska. Osadnicy ci otrzymali zwolnienie na 15 lat od wszystkich podatków i czynszów. Miejsce na osadę wyznaczono na Wyszomieściu (obecny teren ulicy Komorowskich w Żywcu). U stóp pobliskiego wzgórza Grapa założyli oni luterański cmentarz. Po zakończeniu wojny trzydziestoletniej w 1648 r. osiedleńcy powrócili jednak na Śląsk.
W wyniku intensywnych działań kontrreformacyjnych, w 1647 r. nie odnotowano żadnych większych skupisk ludności protestanckiej na Żywiecczyźnie. Nastroje antyprotestanckie wzmógł potop szwedzki.
Do dalszego ograniczenia wpływów protestantyzmu doszło w wyniku kolejnych misji jezuitów organizowanych od 1706 r. Na początku XVIII wieku w Żywcu nie zamieszkiwali żadni luteranie. W 1733 r. odbyła się sześciotygodniowa misja w Mikuszowicach i Wilkowicach, misje wielkanocne w tych wsiach odbyły się również w 1747 r.
W latach 1747–1749 na terenie dekanatu Żywiec liczbę protestantów szacuje się na 542 (o nieokreślonej konfesji), czyli mniej niż 2%, przy czym większość z nich żyła na terenie trzech parafii położonych poza Żywiecczyzną, szczególnie w Lipniku.

## XIX wiek

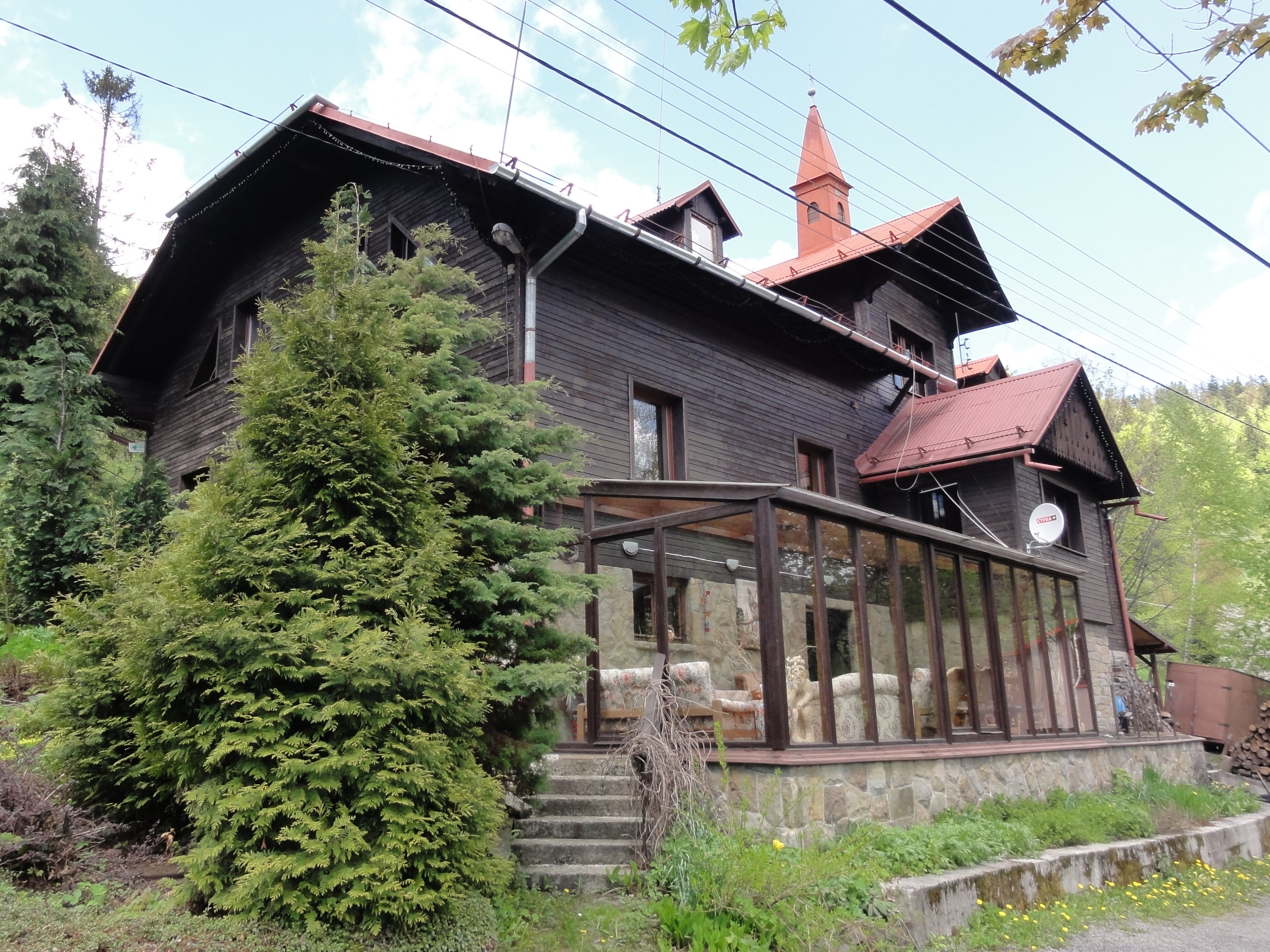
Budynek szkoły ewangelickiej w Szczyrku

W 1803 r. pierwsze rodziny ewangelickie robotników leśnych osiedliły się w Salmopolu i rozpoczęły pracę na rzecz właścicieli Łodygowic. Pozostawali oni pod opieką księży z parafii ewangelickiej w Wiśle. Około 1812 r. założony został cmentarz ewangelicki w Salmopolu. W Wieprzu rodzina ewangelicka od 1839 r. sprawowała zarząd nad miejscowym majątkiem rolnym.
Od 1840 r. rozpoczęło się osadnictwo ludności ewangelickiej ze Śląska Cieszyńskiego w Węgierskiej Górce, związane z uruchomieniem miejscowej huty. W 1844 r. działalność rozpoczął tam zbór filiarny parafii w Białej, nabożeństwa prowadzone były w świetlicy huty.
W 1827 r. w mieście Żywiec mieszkało 17 osób wyznania innego niż katolickie. W 1828 roku w całym powiecie żywieckim było 188 ewangelików, w 1873 roku liczba ta wynosiła 436 osób. W 1858 największe skupiska protestanckie na Żywiecczyźnie stanowił Szczyrk oraz parafia w Łodygowicach, jak również Węgierska Górka i Obszar.
W 1895 roku Żywiec zamieszkiwało 17 ewangelików wyznania augsburskiego.
|      | Cięcina | Jeleśnia | Koszarawa | Lipowa | Łodygowice | Milówka | Radziechowy | Rajcza | Rychwałd | Żywiec | Ogółem |
| ---- | ------- | -------- | --------- | ------ | ---------- | ------- | ----------- | ------ | -------- | ------ | ------ |
| 1869 | 15      | 8        | 1         | 11     | 39         | 9       | 3           | 12     | 7        | 120    | 225    |
| 1871 | 35      | 6        | 1         | 15     | 51         | 8       | 7           | 14     | 7        | 70     | 214    |
| 1872 | 35      | 6        | 1         | 13     | 51         | 7       | 9           | 15     | 7        | 72     | 216    |
| 1873 | 35      | 6        | 1         | 10     | 51         | 7       | 7           | 16     | 7        | 80     | 220    |
| 1874 | 38      | 6        | 1         | 10     | 51         | 7       | 7           | 16     | 7        | 8      | 151    |
| 1875 | 38      | 6        | 1         | 10     | 51         | 7       | 7           | 16     | 7        | 8      | 151    |
| 1876 | 40      | 5        | 1         | 10     | 51         | 4       | 7           | 16     | 10       | 10     | 154    |
| 1877 | 40      | 5        | 1         | 10     | 51         | 4       | 10          | 21     | 10       | 10     | 162    |
| 1878 | 39      | 4        | 1         | 4      | 49         | 4       | 12          | 21     | 5        | 11     | 150    |
| 1879 | 39      | 4        | 1         | 4      | 49         | 4       | 12          | 21     | 5        | 16     | 155    |

17 października 1897 r. poświęcono budynek szkoły ewangelickiej w Salmopolu, gdzie kilka razy w roku odbywały się również nabożeństwa. Od tego czasu wierni z Salmopola podlegali opiece duszpasterskiej parafii w Białej. W 1899 r. działalność rozpoczął punkt kaznodziejski parafii bialskiej w Zabłociu.

## XX wiek i obecnie

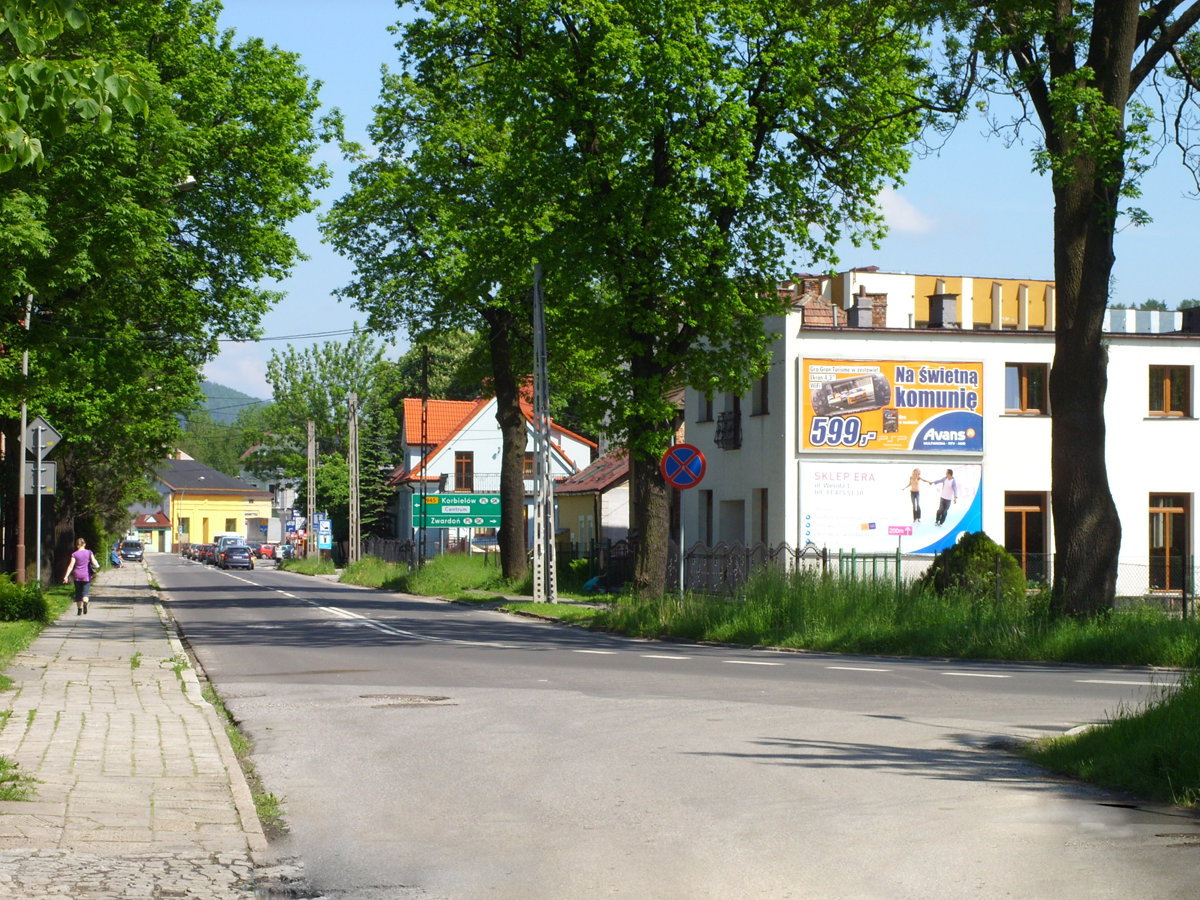
Ulica Wesoła w Żywcu, po prawej budynek dawnej kaplicy Zjednoczonego Kościoła Ewangelicznego

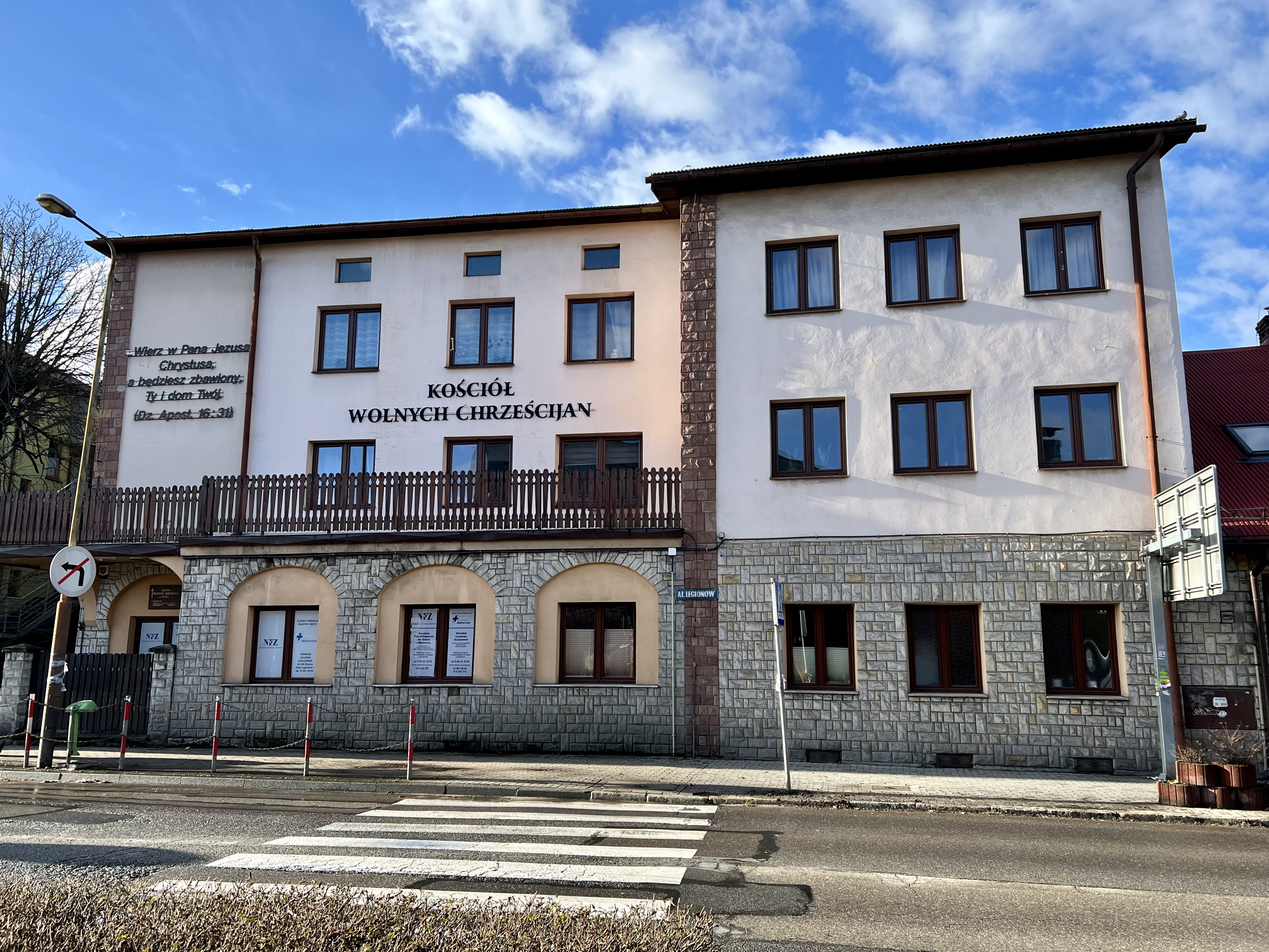
Kościół Wolnych Chrześcijan w Żywcu

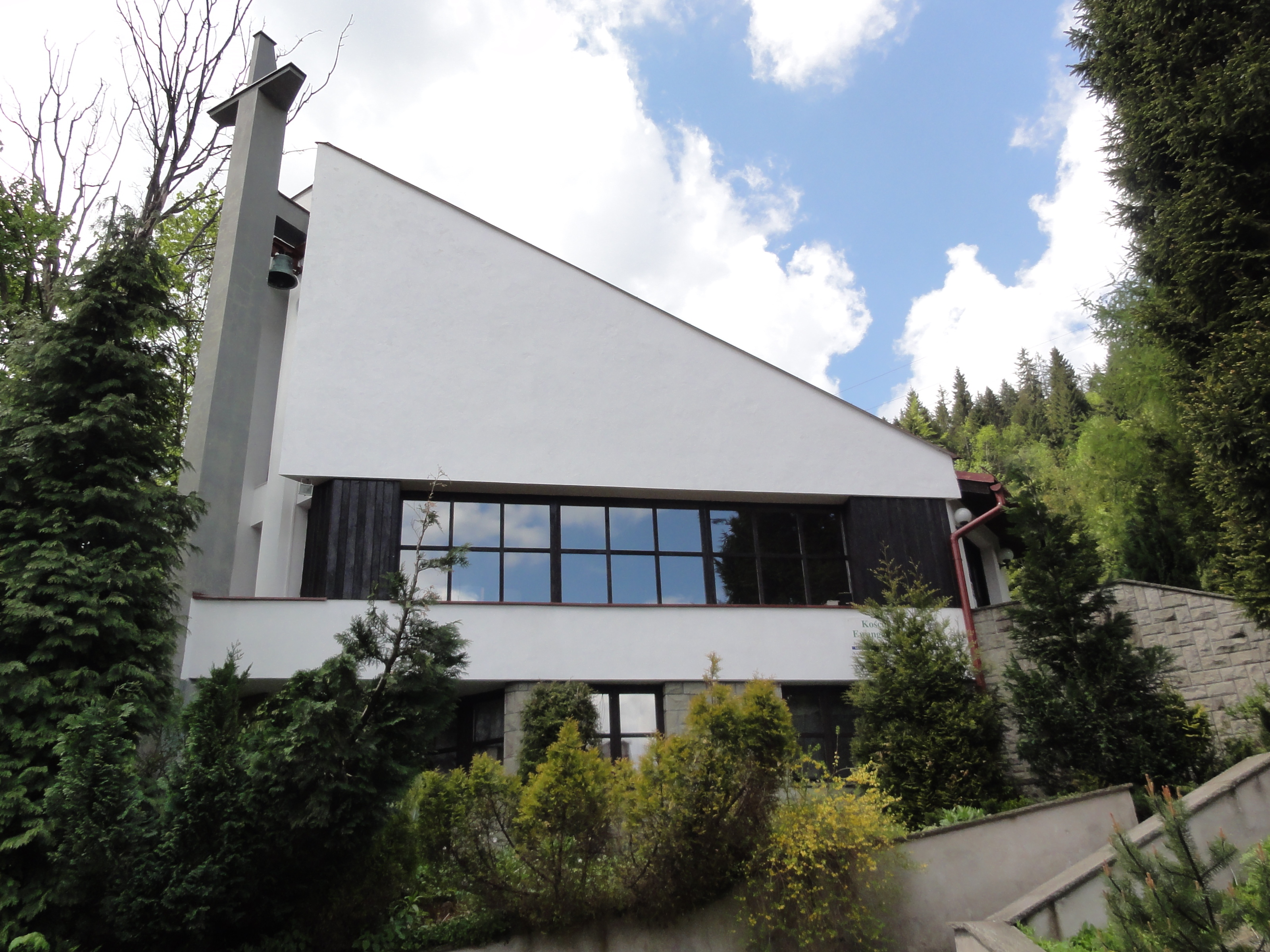
Kościół ewangelicki w Szczyrku-Salmopolu

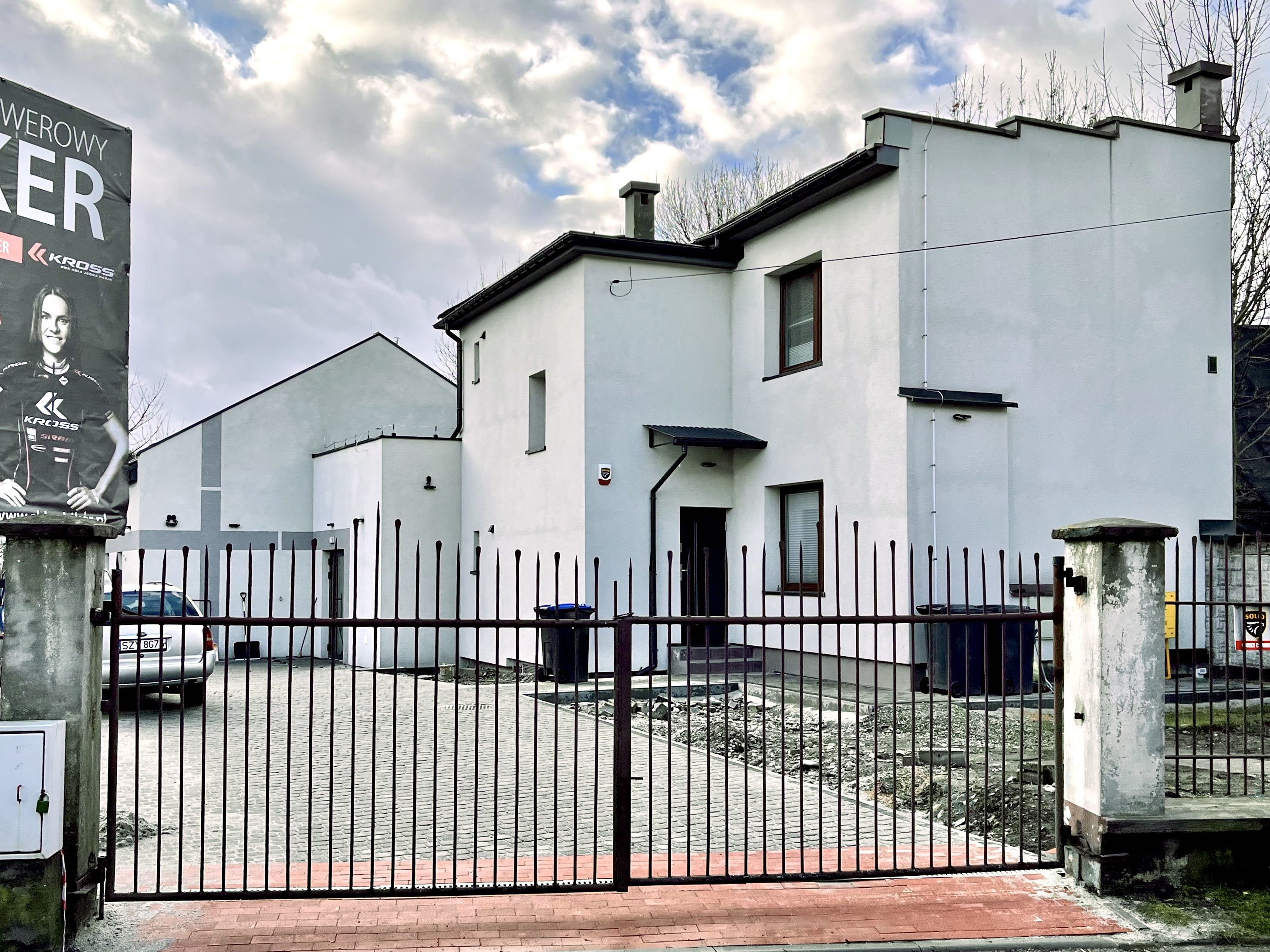
Kościół Ewangelicznych Chrześcijan w Żywcu

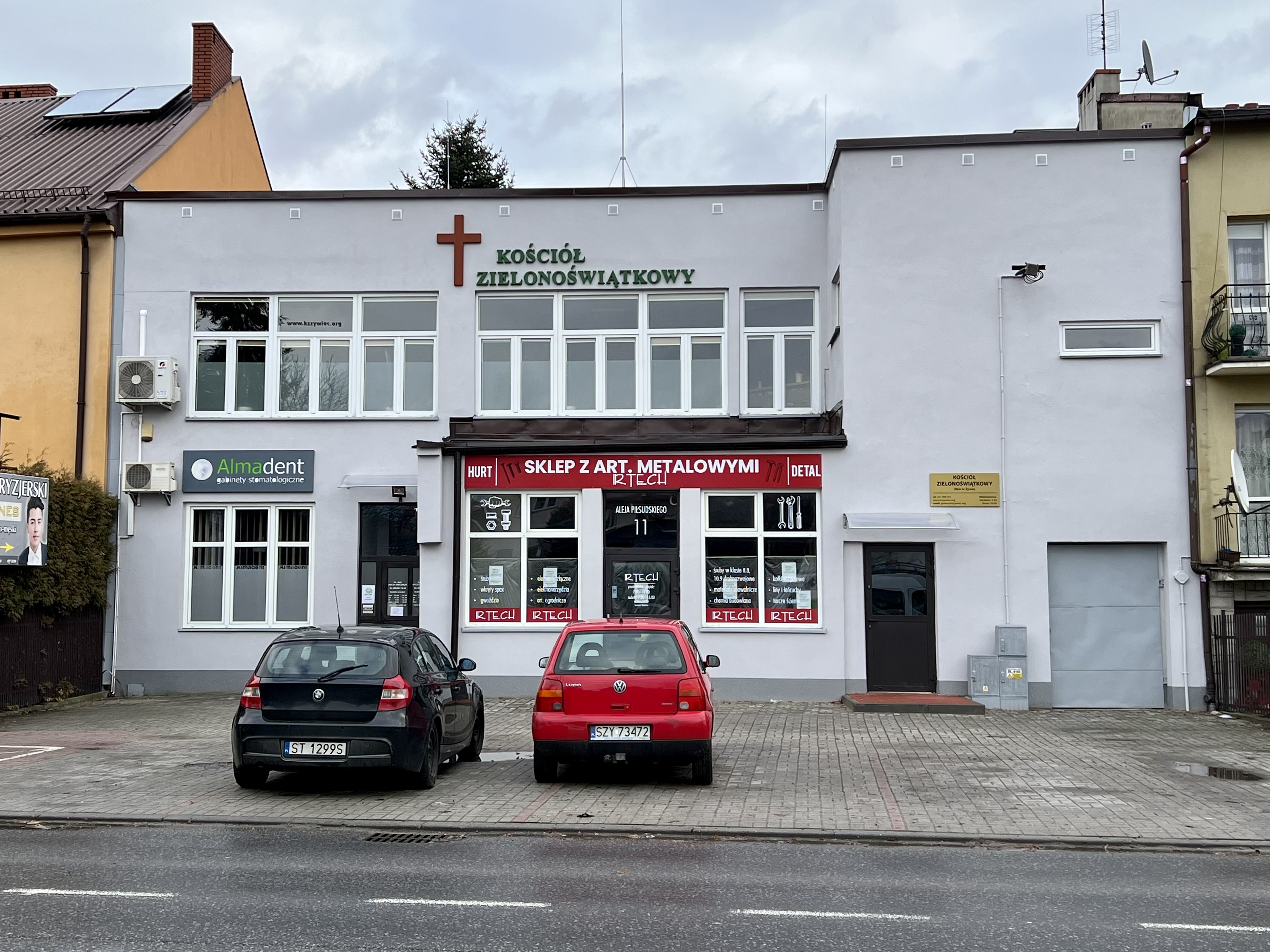
Siedziba Zboru Kościoła Zielonoświątkowego w Żywcu

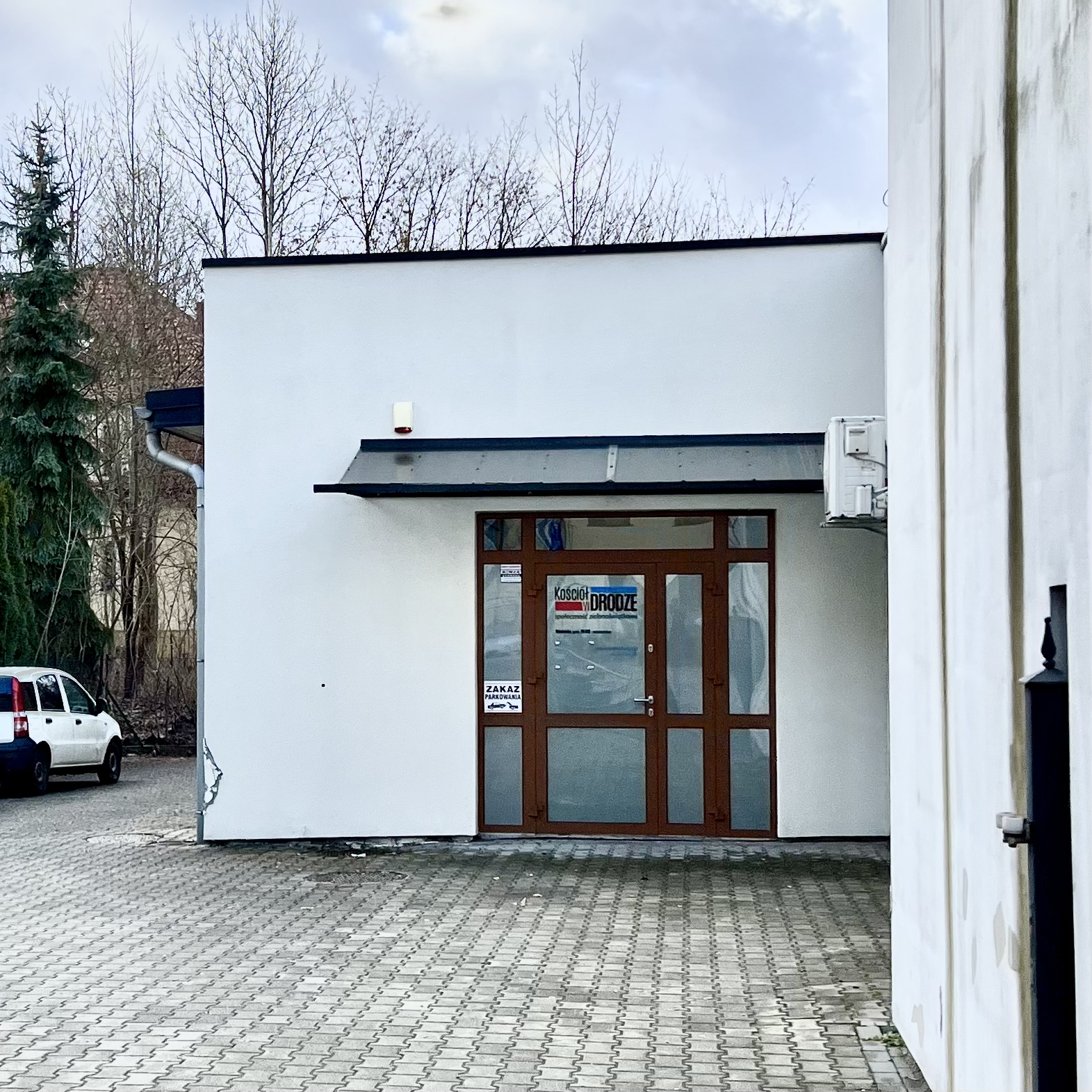
Siedziba Zboru Kościoła Zielonoświątkowego „Kościół w Drodze” w Żywcu

7 września 1900 w Żywcu urodził się Jan Gajdzica, syn dozorcy terenu Browaru Arcyksiążęcego Jana Gajdzicy oraz Katarzyny z domu Bijok. Uczęszczał on do gimnazjów w Bielsku i Cieszynie, a następnie podjął studia teologiczne i filozoficzne na uczelniach w Wiedniu, Åbo, Helsinkach, Bazylei, Zurychu i Warszawie. 16 listopada 1924 został on ordynowany na księdza i podjął pracę jako wikariusz przy superintendencie Theodorze Zöcklerze w Stanisławowie, którą pełnił do 1926. W 1927 objął stanowisko proboszcza Parafii Ewangelicko-Augsburskiej w Międzyrzeczu Górnym i sprawował je do 1940, kiedy to niemieckie władze kościelne mianowały go pastorem parafii w Ustroniu. Nominacja na to stanowisko przez władze okupacyjne spowodowała początkowy brak przychylności ustrońskich wiernych wobec nowego proboszcza, jednak z czasem pozyskał on ich sympatię – Gajdzica rozmawiał z nimi po polsku, jak również prowadził w języku polskim niektóre śluby i pogrzeby, w związku z czym był wielokrotnie wzywany przez Gestapo. W 1941 został mianowany na radcę duchownego przez Konsystorz we Wrocławiu. Po zakończeniu wojny od maja 1945 do lipca 1946 pracował jako robotnik rolny w gospodarstwie w Cisownicy. W czerwcu 1946 wyjechał do Niemiec, gdzie do 1955 pracował w parafii w Bad Aibling, a w okresie 1955–1963 pełnił stanowisko proboszcza parafii w Laufen, po czym przeszedł na emeryturę. Zmarł w Bad Aibling.
W pierwszych latach XX wieku liczba mieszkańców powiatu żywieckiego wyznania ewangelickiego stopniowo wzrastała. Rozwijało się ich skupisko w osiedlu fabrycznym Węgierska Górka, wchodzącego w skład miejscowości Cięcina. Według danych ze spisu przeprowadzonego na potrzeby starostwa powiatowego, w 1911 w całym powiecie było to 270 osób.
Według spisu powszechnego z 1921 r. w Żywcu mieszkało 20 ewangelików, w Sporyszu było ich 26, a w Zabłociu 53. Okręg sądowy Żywiec, w którego skład wchodziło 46 wiosek, liczył 157 ewangelików. Cały powiat żywiecki w 1921 zamieszkiwało 214 ewangelików.
| Miejscowość                   | Miejscowość         | Liczba ewangelików | Liczba ewangelików |
| Miejscowość                   | Miejscowość         | 1911               | 1921               |
| ----------------------------- | ------------------- | ------------------ | ------------------ |
| Cięcina                       | Cięcina             | 50                 | 28                 |
| Czernichów                    | Czernichów          | 0                  | 1                  |
| Kamesznica                    | Kamesznica          | 20                 | 16                 |
| Isep                          | Isep                | 15                 | 2                  |
| Lipowa                        | Lipowa              | 66                 | 40                 |
| Łodygowice                    | Łodygowice          | 2                  | 6                  |
| Milówka                       | Milówka             | 1                  | 0                  |
| Pietrzykowice                 | Pietrzykowice       | 0                  | 1                  |
| Rajcza                        | Rajcza              | 0                  | 1                  |
| Sopotnia Mała                 | Sopotnia Mała       | 1                  | 0                  |
| Sporysz                       | Sporysz             | 9                  | 26                 |
| Stary Żywiec                  | Stary Żywiec        | 5                  | 0                  |
| Sucha                         | Sucha               | 0                  | 2                  |
| Ujsoły                        | Ujsoły              | 4                  | 3                  |
| Wieprz                        | Wieprz              | 4                  | 8                  |
| Zabłocie                      | Zabłocie            | 74                 | 53                 |
| Żabnica                       | Żabnica             | 2                  | 1                  |
| Żywiec                        | Żywiec              | 17                 | 20                 |
| sekty kościoła ewangelickiego | okręg sądowy Sucha  | 0                  | 5                  |
| sekty kościoła ewangelickiego | okręg sądowy Żywiec | 0                  | 1                  |
| Razem                         | Razem               | 270                | 214                |

W okresie międzywojennym w Żywcu działała stacja kaznodziejska należąca do Kościoła Ewangelickiego Augsburskiego i Helweckiego Wyznania w Małopolsce, podległa parafii w Białej.
Od 1924 r. częstotliwość sprawowania nabożeństw luterańskich w budynku szkoły w Salmopolu została zwiększona do jednego na miesiąc.
W latach 1930–1931 działalność w Żywcu prowadził zbór Kościoła Adwentystów Dnia Siódmego, później członkowie zboru spotykali się w prywatnym budynku w Tresnej.
Od 1934 r. rozpoczęła się działalność braci plymuckich w Żywcu oraz okolicznych miejscowościach. Pierwsze nabożeństwa odbywały się w domach w Sporyszu i Pietrzykowicach, następnie przeniesiono je do Zarzecza. W okresie okupacji niemieckiej podczas II wojny światowej funkcjonowanie zboru braci plymuckich zostało zakazane, a część wyznawców została umieszczona w obozach koncentracyjnych, gdzie czterech miejscowych członków poniosło śmierć. 
Po wybuchu II wojny światowej działalność zakończył Kościół Ewangelicki Augsburskiego i Helweckiego Wyznania w Małopolsce. W policyjnym spisie powszechnym przeprowadzonym w dniach 17–23 grudnia 1939 z 149 939 osób zamieszkałych na terenie powiatu żywieckiego do wyznania ewangelickiego przyznawało się 235 osób. Po rozpoczęciu w 1940 realizacji „Aktion Saybusch” liczba ta wzrosła w wyniku przybycia tu osadników niemieckich pochodzących przede wszystkim z terenu Bukowiny – w okresie od 22 września do 8 grudnia 1940 na obszarze powiatu zamieszkało 273 osadników wyznania ewangelickiego zajmujących się rolnictwem i pochodzących z Galicji Wschodniej. Stanowili oni jednak niewielki odsetek ludności niemieckiej przybyłej stamtąd w tym okresie na teren powiatu, tworząc około 9% populacji wszystkich osadników, wobec 91% pozostałych osób będących wyznania rzymskokatolickiego. Z racji stosunkowo niewielkiej liczebności, władze okupacyjne nie przykładały wielkiej uwagi do organizacji życia religijnego ewangelickich osadników, w przeciwieństwie do katolickich osiedleńców. Minimalny odsetek ewangelików wśród zamieszkałej tu ludności polskiej wykluczał również ryzyko dla okupanta płynące z możliwości integrowania się przedstawicieli obu narodowości podczas wspólnych nabożeństw. W związku z brakiem obiektu sakralnego, nabożeństwa ewangelickie w okresie okupacji niemieckiej prowadzone były w pomieszczeniach kasyna Fabryki Papieru „Solali” w Żywcu przez proboszcza parafii w Bielsku lub kapelana wojskowego, będących narodowości niemieckiej.
| Miejscowość     | Liczba osadników |
| --------------- | ---------------- |
| Lipowa          | 51               |
| Trzebinia       | 43               |
| Brzuśnik/Wieprz | 29               |
| Cisiec          | 23               |
| Szare           | 21               |
| Juszczyna       | 17               |
| Łękawica        | 17               |
| Ślemień         | 14               |
| Milówka         | 11               |
| Słotwina        | 11               |
| Kamesznica      | 9                |
| Gilowice        | 8                |
| Jeleśnia        | 7                |
| Rycerka Dolna   | 5                |
| Rajcza          | 4                |
| Bystra          | 3                |
| RAZEM           | 273              |

W latach 1942–1946 z powodu niezbędnego remontu budynku zawieszone było prowadzenie nabożeństw ewangelickich w Salmopolu.
Po 1945 r. nabożeństwa luterańskie w Węgierskiej Górce sprawowane były jedynie w domach prywatnych. W 1959 r. miejscowość zamieszkiwało 21 ewangelików.
W 1947 r. została wznowiona działalność braci plymuckich w ramach Związku Wolnych Chrześcijan, a następnie Zjednoczonego Kościoła Ewangelicznego. Zbór żywiecki wybudował w 1962 r. kaplicę przy ulicy Wesołej. Na początku lat osiemdziesiątych Wolni Chrześcijanie liczyli ponad 100 wiernych. Wybudowano wtedy budynek nowej kaplicy położony przy Alei Legionów w Żywcu.
Przy ulicy Półkole w Żywcu w 1983 r. rozpoczął funkcjonowanie Zbór Kościoła Ewangelicznych Chrześcijan.
Od 1988 r. działalność w Żywcu prowadzi Kościół Zielonoświątkowy. Nabożeństwa odbywały się początkowo w obiektach prywatnych, a następnie w salach wynajmowanych w klubach osiedlowych w Zabłociu oraz na Osiedlu 700-lecia. Ostatecznie siedzibą kaplicy zielonoświątkowej stał się budynek przy Alei Piłsudskiego.
W latach 1991–1995 wybudowano nowy kościół ewangelicki w Szczyrku-Salmopolu według projektu inż. Karol Gasia.
26 lutego 1994 r. reaktywowano Zbór Kościoła Adwentystów Dnia Siódmego w Żywcu. Nabożeństwa prowadzono na początku w sali klubu osiedlowego na Osiedlu 700-lecia przy ul. Jana, potem przeniesiono je do budynku zboru Kościoła Ewangelicznych Chrześcijan przy ul. Półkole, a następnie – klubu „Ogródek” na Osiedlu Parkowym.
W wyniku podziału w strukturach zboru Kościoła Ewangelicznych Chrześcijan w 1995 cześć jego członków powołała niezależny związek wyznaniowy o nazwie Zbór Ewangeliczny „Jeruzalem” w Żywcu, który prowadził swoje nabożeństwa w kaplicy przy ulicy Pięknej 13. Zbór „Jeruzalem” działał do 2015.
W 2009 r. filiał bialskiej parafii ewangelicko-augsburskiej w Węgierskiej Górce liczył 3 rodziny, które stanowiło 7 osób. Raz w miesiącu odbywają się nabożeństwa domowe. Filiał w Szczyrku liczy około 100 członków, a nabożeństwa prowadzone są w każdą niedzielę i święta. W Szczyrku znajduje się cmentarz ewangelicki, czynna pozostaje również kwatera ewangelicka na cmentarzu rzymskokatolickim w Cięcinie.
W Narodowym Spisie Powszechny Ludności i Mieszkań 2021 ze 150 339 mieszkańców powiatu żywieckiego odpowiedzi na pytanie o wyznanie lub jego brak udzieliło 127 278 osób (84,66 %). Jako członkowie kościołów protestanckich określiło się wówczas 348 osób.
| Kościół                                 | Liczba deklaracji |
| --------------------------------------- | ----------------- |
| Kościół Ewangelicko-Augsburski w RP     | 108               |
| Kościół Zielonoświątkowy w RP           | 106               |
| Kościół Wolnych Chrześcijan w RP        | 77                |
| Kościół Ewangelicznych Chrześcijan w RP | 29                |
| Kościół Adwentystów Dnia Siódmego w RP  | 7                 |
| Mesjańskie Zbory Boże (Dnia Siódmego)   | 6                 |
| Pozostałe kościoły ewangeliczne         | 15                |
| Razem                                   | 348               |

Według wyników spisu, większe grupy ludności protestanckiej w powiecie zamieszkiwały miasto Żywiec (Kościół Zielonoświątkowy – 39 osób, Kościół Wolnych Chrześcijan – 33, Kościół Ewangelicko-Augsburski – 26, Kościół Ewangelicznych Chrześcijan – 21) oraz gminy: Łodygowice (Kościół Zielonoświątkowy – 23 osoby, Kościół Wolnych Chrześcijan – 23, Kościół Ewangelicko-Augsburski – 18), Węgierska Górka (Kościół Ewangelicko-Augsburski – 12 osób) i Milówka (Kościół Ewangelicko-Augsburski – 11 osób).
Na obszarze Żywiecczyzny wchodzącym w skład powiatu bielskiego liczniejsze deklaracje przynależności do kościołów protestanckich podczas spisu dotyczyły wyłącznie Kościoła Ewangelicko-Augsburskiego i wystąpiły w mieście Szczyrk (51 osób) oraz gminach Wilkowice (50 osób) i Buczkowice (14 osób).

## Współcześnie działające kościoły protestanckie
Obecnie na terenie Żywiecczyzny prowadzą działalność następujące kościoły protestanckie:
- Kościół Adwentystów Dnia Siódmego w RP – Zbór Kościoła Adwentystów Dnia Siódmego w Żywcu, nabożeństwa odbywają się w lokalach prywatnych[30].
- Kościół Ewangelicko-Augsburski w RP – Parafia Ewangelicko-Augsburska w Białej[31]
  - filiał w Szczyrku-Salmopolu – nabożeństwa prowadzone są w kościele ewangelickim w Salmopolu przy ul. Wiślańskiej 62 w każdą niedzielę i święta[32].
  - filiał w Węgierskiej Górce – nabożeństwa domowe[25].
- Kościół Ewangelicznych Chrześcijan w RP – Zbór Kościoła Ewangelicznych Chrześcijan w Żywcu, nabożeństwa odbywają się w kościele przy ul. Półkole 2[33][34].
- Kościół Wolnych Chrześcijan w RP – Zbór Kościoła Wolnych Chrześcijan w Żywcu, nabożeństwa odbywają się w kaplicy przy Alei Legionów 1[35].
- Kościół Zielonoświątkowy w RP
  - Zbór Kościoła Zielonoświątkowego w Żywcu – nabożeństwa odbywają się w kaplicy przy Alei Piłsudskiego 11[36].
  - Zbór Kościoła Zielonoświątkowego „Kościół w Drodze” w Żywcu – nabożeństwa odbywają się w kaplicy przy ul. Wesołej 1[36].
- Mesjańskie Zbory Boże Dnia Siódmego – zbór w Żywcu[37]
- Ruch Williama Branhama – zbór w Żywcu[38]